# Heliconius polychrous
Heliconius polychrous är en fjärilsart som beskrevs av Felder 1865. Heliconius polychrous ingår i släktet Heliconius och familjen praktfjärilar. Inga underarter finns listade i Catalogue of Life.